# 吸光

電磁波吸収の概要。この例では可視光を例に、一般的な原理を説明する。複数の波長の光からなる白色光源を試料に当てる（6色を例示。黄色点線は補色のペア。）と、存在する分子の励起エネルギーに合致する光子（この例では緑色光）が吸収され、分子が励起される。それ以外の光子は影響を受けずに透過し、放射線が可視領域（400〜700nm）であれば、透過した光は補色（ここでは赤）として現れる。様々な波長の光の減衰を記録することで、吸収スペクトルを得る事が出来る。

吸光とは、物質が電磁波である光を吸収する現象のことである。分析化学における吸光光度法の基本原理である。

## 概説
量子論によると、物質の固有状態（電子の軌道や、分子の振動・回転などの状態）は連続でなく、飛び飛びの値をとる。この状態間のエネルギー差と等しい波長の光が物質に照射されると、そのエネルギーを吸収して状態の遷移が起こり、物質は励起される。（ただし、実際にはスピン禁制など、他の制限がつくため、エネルギー値のみで決まるわけではない。）
実際には、物質は光エネルギーを吸収したままなのではなく、すぐに励起状態から基底状態に戻り、この際に吸収したエネルギーを放出する。しかし、エネルギーの一部は無輻射過程を経るため、吸収した光と完全に同じ波長・強度の光として放出されるわけではない。したがって、光の一部は物質に吸収され続けるように観測される。
通常の場合、紫外・可視・近赤外領域の波長では電子遷移が生じ、赤外領域では分子の振動遷移あるいは回転遷移が生じる。
また、物質に白色光を照射し、その一部が吸収された場合、その物質は吸収された光の補色として観察される。